# Syntomus foveolatus
Syntomus foveolatus es una especie de escarabajo de la familia Carabidae.

## Distribución geográfica
Se distribuye por el paleártico: el sudoeste de Europa (España, Portugal y sur de Francia), oeste del Oriente Próximo y el noroeste del Magreb.